# フェリザイ
フェリザイ（アルバニア語：Ferizaj）もしくはウロシェヴァツ（セルビア語：Урошевац）は、コソボ南部のフェリザイ郡の郡都である。首都プリシュティナの38キロメートル南に位置する。フェリザイはプリシュティナ・プリズレンに次いで3番目に大きい都市である。19世紀に地元のホテル経営者のFeriz Shasivariにちなんで名づけられたが、1913年にセルビアが併合した際にウロシェヴァツに改名した。
2014年の人口は約10.9万人。面積は345平方キロメートルで、ほとんどが平坦な農地である。フェリザイ市と45の村を含む。

## 歴史
1873年以前、オスマン帝国がこの地を統治しており、ここにはフェリゾヴィクという小さな村があるだけであった。同年ベオグラードとテッサロニキとの間に鉄道が開通し、フェリゾヴィクを通るようになった。当時のホテル経営者のFeriz Shashivariにちなんで「フェリザイ」と改名された。

### バルカン戦争
1912年に第一次バルカン戦争が起き、コソボのアルバニア人はセルビアの侵攻に抵抗した。セルビア人司令官は住民に帰宅と降伏を命じた。この時、300人 - 400人の人々が処刑された。スコピエ大司教のLazër Mjedaによると、15歳以上で生き残ったムスリム・アルバニア人は3人のみであったという。この戦争によって、フェリザイ近辺に位置するアルバニア人の村も被害を受けた。
ロンドン条約 (1913年)が締結されるよりも前に、フェリザイはセルビア王国に併合され、セルビアのステファン・ウロシュ5世にちなんでウロシェヴァツと改名された。

### ユーゴスラビア王国
1929年から1941年の間、フェリザイはユーゴスラビア王国のヴァルダル州の一部であった。

### コソボ戦争
1999年にコソボ戦争が起き、アルバニア人住民はユーゴスラビア軍に攻撃され、戦後、アルバニア人以外の人々は追放された。
アメリカ軍のコソボ治安維持部隊の基地であるキャンプ・Bondsteelはこの近辺に位置しており、キャンプの維持を目的に、アメリカのBrown & Rootが1,500人ほどのフェリザイの住民を雇っている。

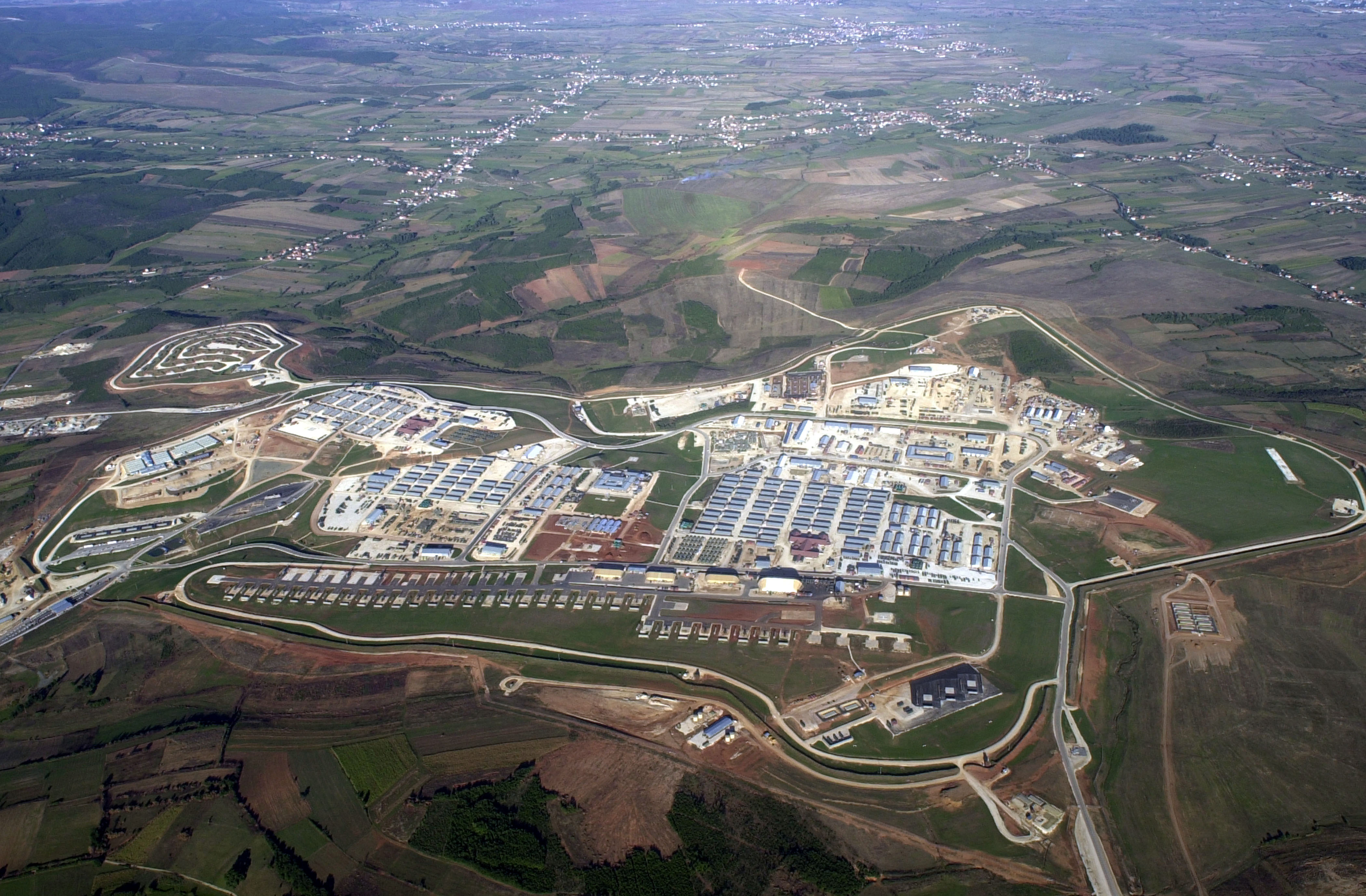
フェリザイのキャンプ・Bondsteel

## 経済
22社が存在していた公営企業のほとんどは民営化されている。貿易産業省の統計によれば、フェリザイには10,500以上の中小企業が存在するというが、正確な情報がなく、どれほどの人数が民間企業に雇われているかは不明である。

## 教育

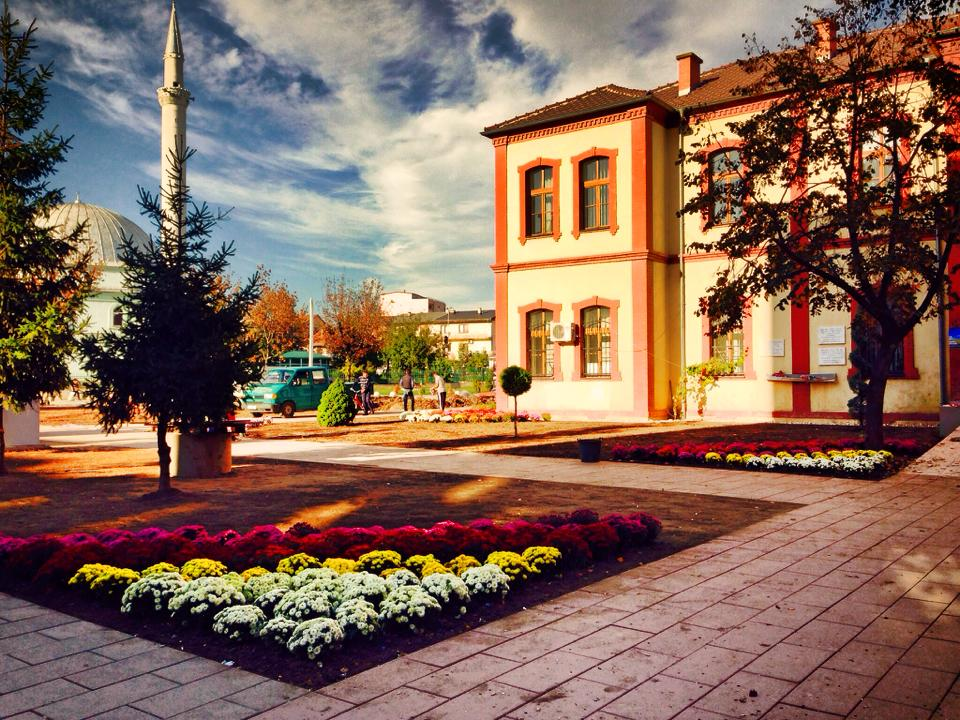
図書館

フェリザイには38校の小学校があり、20,492人が通っている。一方、専門学校を含む中学校は8校あり、6,127人が通う。アッシュカリー人、ロマ、ゴーラ人の就学率はコソボ・アルバニア人に比べて低い。幼稚園は1か所あり、270人が通っている。
フェリザイ教育科学局では、10人の少数民族を含む1,680人の職員が働いている。 
公立図書館は2か所存在しており、学生はインターネットを使うことが可能となっている。会員権は有料である。

## 文化
フェリザイの歴史的建造物として知られるMulla Veseliの大モスクと、フェリザイ中心部の聖ウロス大聖堂は1891年に建てられた。Mulla Veseliのモスクは第二次世界大戦で破壊されたが、そのあと再建された。しかし、1999年のコソボ戦争では、モスクも聖堂も再び破壊された。さらに、2004年のコソボ暴動で教会はさらなる被害を受けた。たびたび戦禍を被るモスクと聖堂であるが、これら2つの宗教施設は、イスラム教のアルバニア人とキリスト教のセルビア人の宗教的寛容性を象徴するものであり、モスクと聖堂が並ぶ珍しい様相を写真に収めようとする観光客は多い。
コソボの芸術と文化の発展は文化芸術学会（CAS）の影響が大きいとされる。
フェリザイゆかりの作曲家であるLorenc Antoniは40代前半をこの地で過ごしたほか、フェリザイ出身の編曲家Venqenc Gjiniが大きな功績を残している。

## メディア
3つのテレビ局と4つのラジオ局があり、全て民営である。
- テレビ局
  - RTV Tema
  - TV Liria
  - RTV Festina
- ラジオ局
  - Radio Ferizaj
  - Radio Furtuna

## 考古学
新石器時代の遺跡がフェリザイから2キロメートルほど離れたVarosh村で発掘されている。Starčev文化とヴィンチャ文化が中心で、陶器の欠片も見つかっている。2008年には新石器時代の別の遺跡がZllatar村で新たに発掘され、この遺跡が中石器時代まで使われていた証拠が見つかった。火打石や石器、陶器も発掘されている。
ローマ時代には集落があったと長く信じられていたが、やがてローマ時代の遺跡がKomogllavaで発掘されるに至った。この遺跡は紀元前1世紀に建てられ、東ローマ帝国時代に再建されたと見られる。古代の街路や排水溝などのインフラも発掘されており、花瓶や陶器、硬貨、宝石、鉄製品、炭も出土した。特に、サルコファガス（石棺）を造るために沿岸部から運ばれたと見られる石が発掘された際は、大きな注目を浴びた。
5世紀 - 6世紀にはNikadin村に教会が建てられており、この教会はローマ時代の煉瓦とタイルで造られ、床下にはサルコファガスが置かれている。

## 人口
最新の人口統計が1991年で、そのあとの値は推定である。
2015年に市政府は人口を108,610人と推定した。 
- アルバニア人 - 約10万人
- アッシュカリー人 - 3,500人
- ロマ - 200人
- ゴーラ人 - 150人
- ボシュニャク人 - 60人
- その他（トルコ人など） - 40人[1]

1990年代の人口は約7万人であったが、地方やセルビア南部からアルバニア人が移住したため人口が急増した。

## 写真

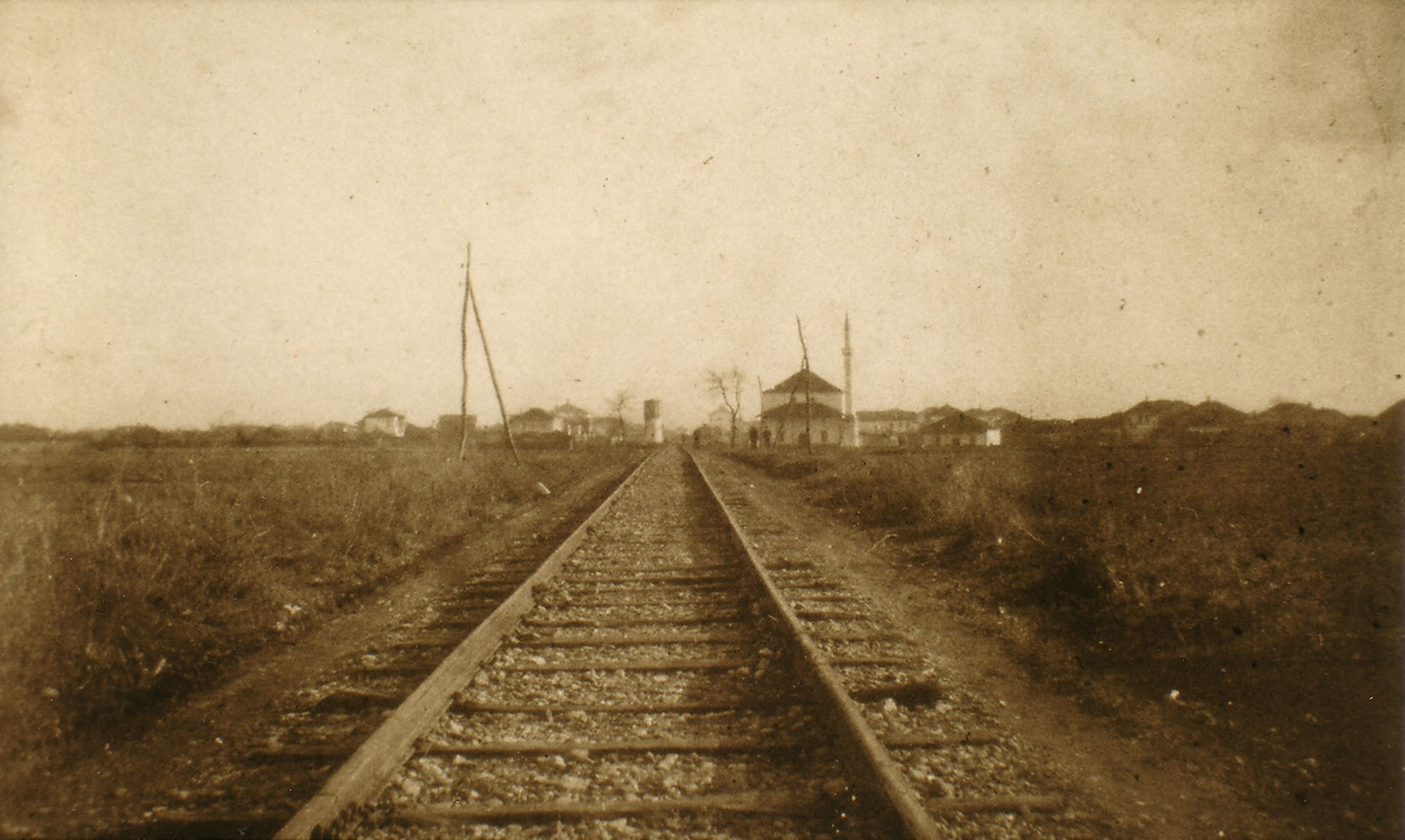
1903年のフェリザイの鉄道
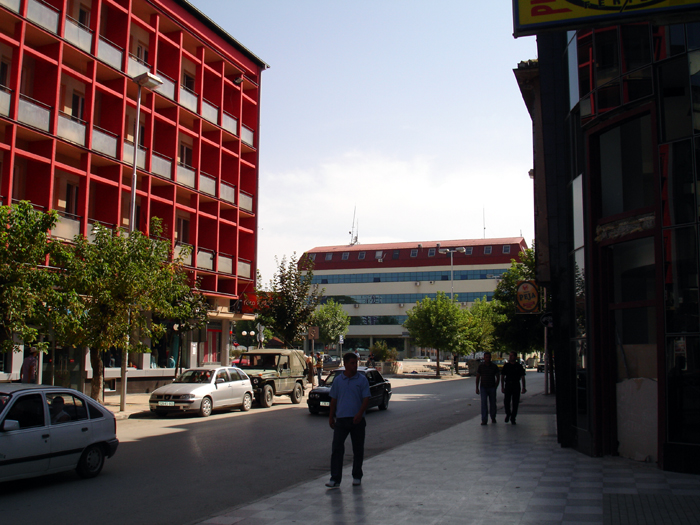
フェリザイ市
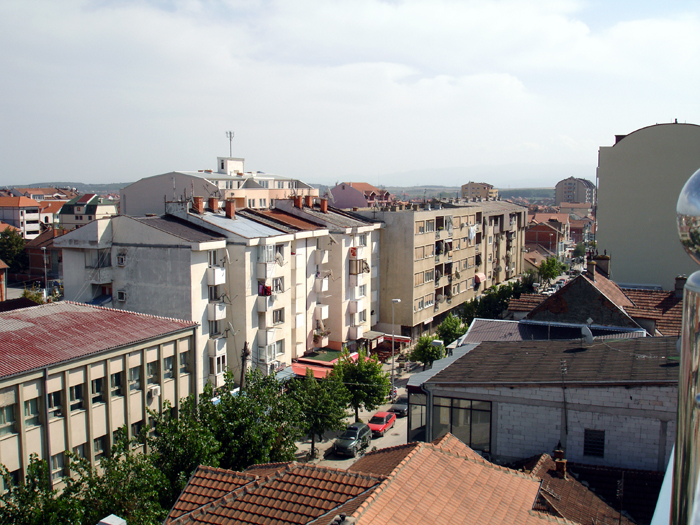
Dëshmorët e Kombit通り
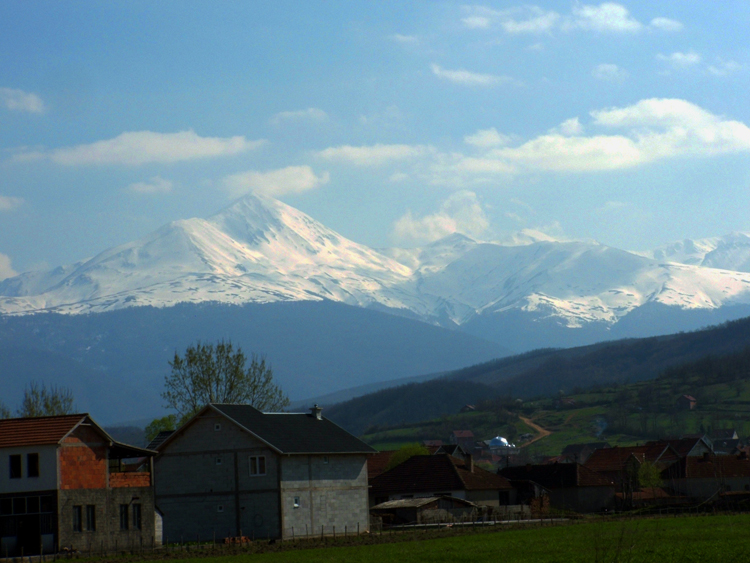
Ljuboten山
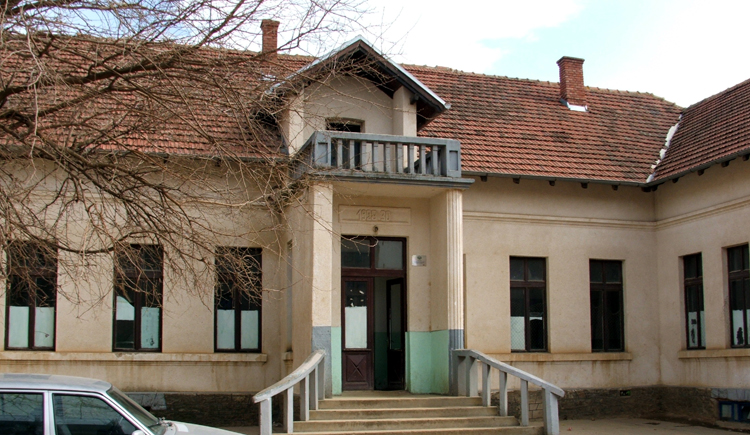
Jeronim De Rada学校
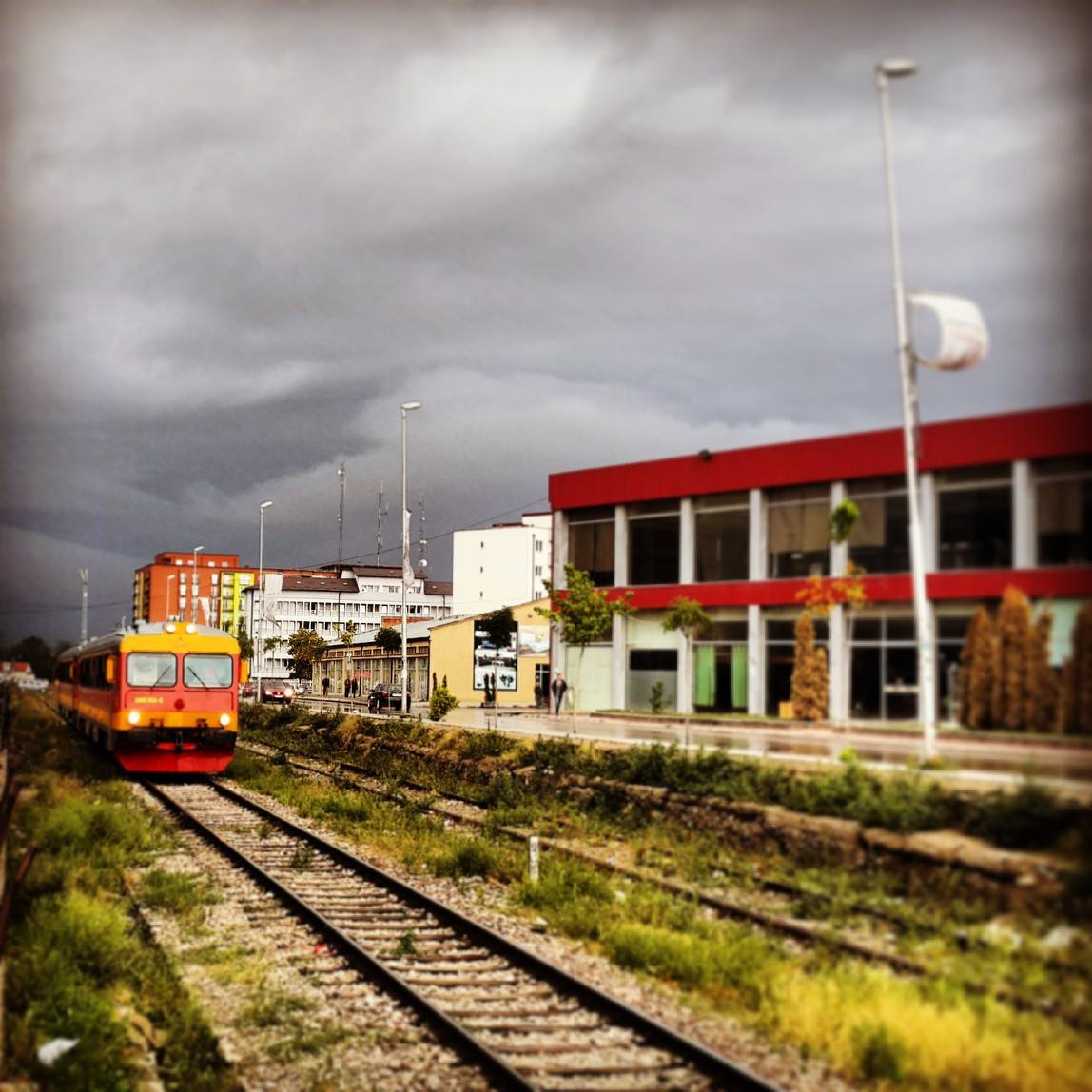
フェリザイを通る鉄道
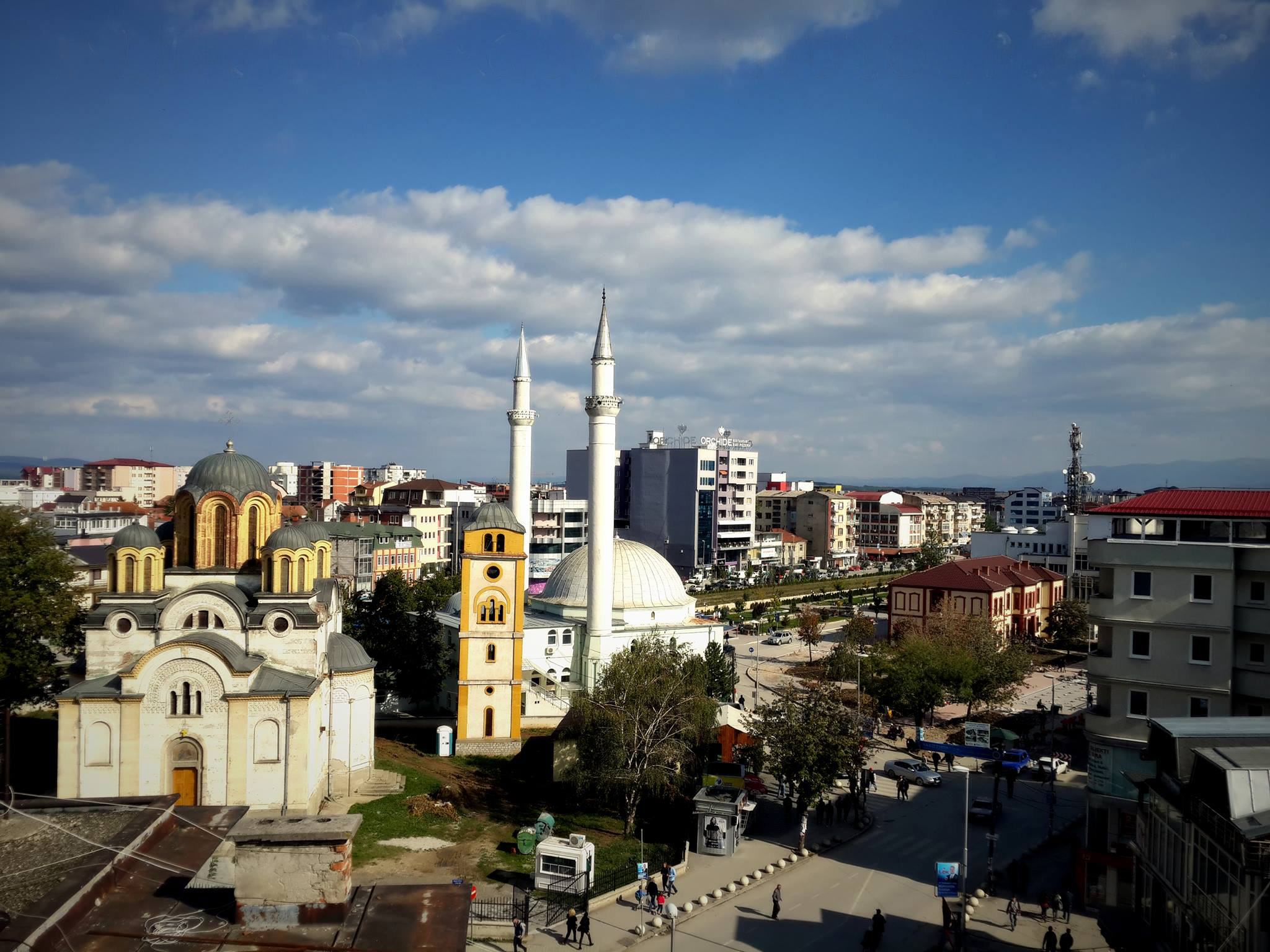
フェリザイ
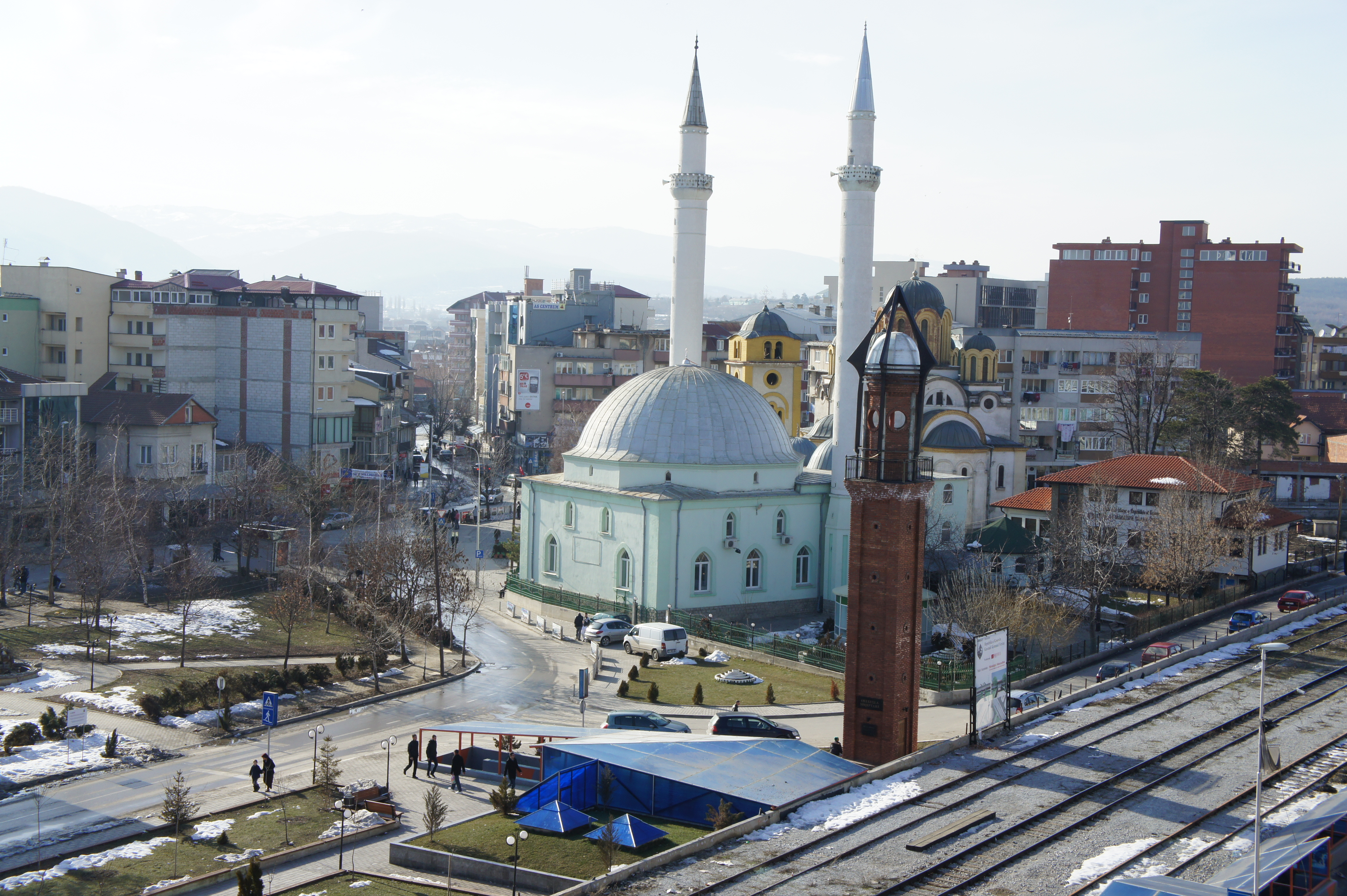
Objektet Fetare ne Ferizaj
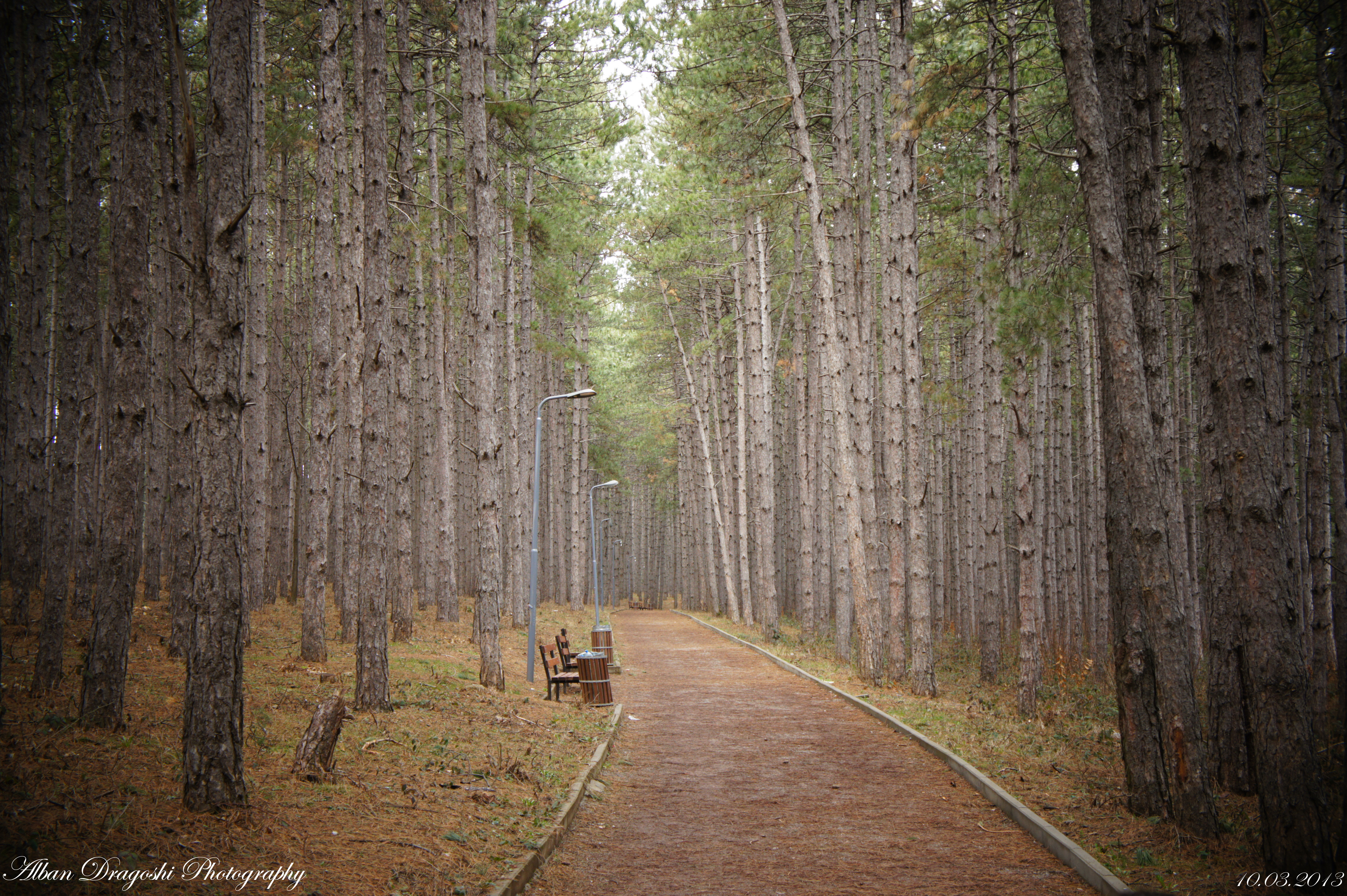
Parku i Lirisë ne Ferizaj